# 许昌市图书馆
许昌市图书馆始建于1952年，原址位于许昌市魏都区劳动路14号。2011年6月搬迁至东城区许都公园南侧，并实行免费开放，平时每天前来借阅的市民约1000人次。

## 简介
提供60余万册各类书籍文献和5万多种电子文献，设置有自动办证系统、自主借还系统、残障人阅览专用设备、电子阅读系统等服务设施。携带有效身份证办理借阅证，16周岁以上需交纳200元押金，6至15周岁者需出示家长身份证或户口簿办理少儿借阅证，押金100元。
2009年11月，许昌图书馆被文化部命名为国家二级图书馆。图书馆馆长为安玉龙。

## 开放时间
读者自修室开放时间：8:00——19：00；借阅室开放时间：
- 冬季：上午：8:00——11:30；下午：14:30——17：30
- 夏季：上午：8:00——11:30；下午：15:00——18:00